# Montgiscard
Montgiscard är en kommun i departementet Haute-Garonne i regionen Occitanien i södra Frankrike. Kommunen ligger i kantonen Montgiscard som tillhör arrondissementet Toulouse. År 2022 hade Montgiscard 2 586 invånare.

## Befolkningsutveckling
Antalet invånare i kommunen Montgiscard
Referens:INSEE

## Vänorter
- Campolongo Tapogliano, Italien (2005)